# Lubbon
Lubbon là một xã trong tỉnh Landes ở Nouvelle-Aquitaine tây nam nước Pháp.